# Wilmersdorfer Moschee
Die Wilmersdorfer Moschee (historisch auch: Berliner Moschee, Indische Moschee oder Ahmadiyya-Moschee) ist die älteste bestehende Moschee Deutschlands. Sie wurde zwischen 1924 und 1928 im Auftrag der Ahmadiyya Andschuman Isha’at-i-Islam Lahore (AAIIL) auf dem Eckgrundstück Brienner/Berliner Straße im Berliner Ortsteil Wilmersdorf erbaut. Die Moschee hat zwei abgesetzte Minarette, die 32 Meter hoch sind, und eine 26 Meter hohe Kuppel mit 10 Meter Durchmesser; der Versammlungsraum fasst rund 400 Gläubige.

## Geschichte

### Weimarer Zeit

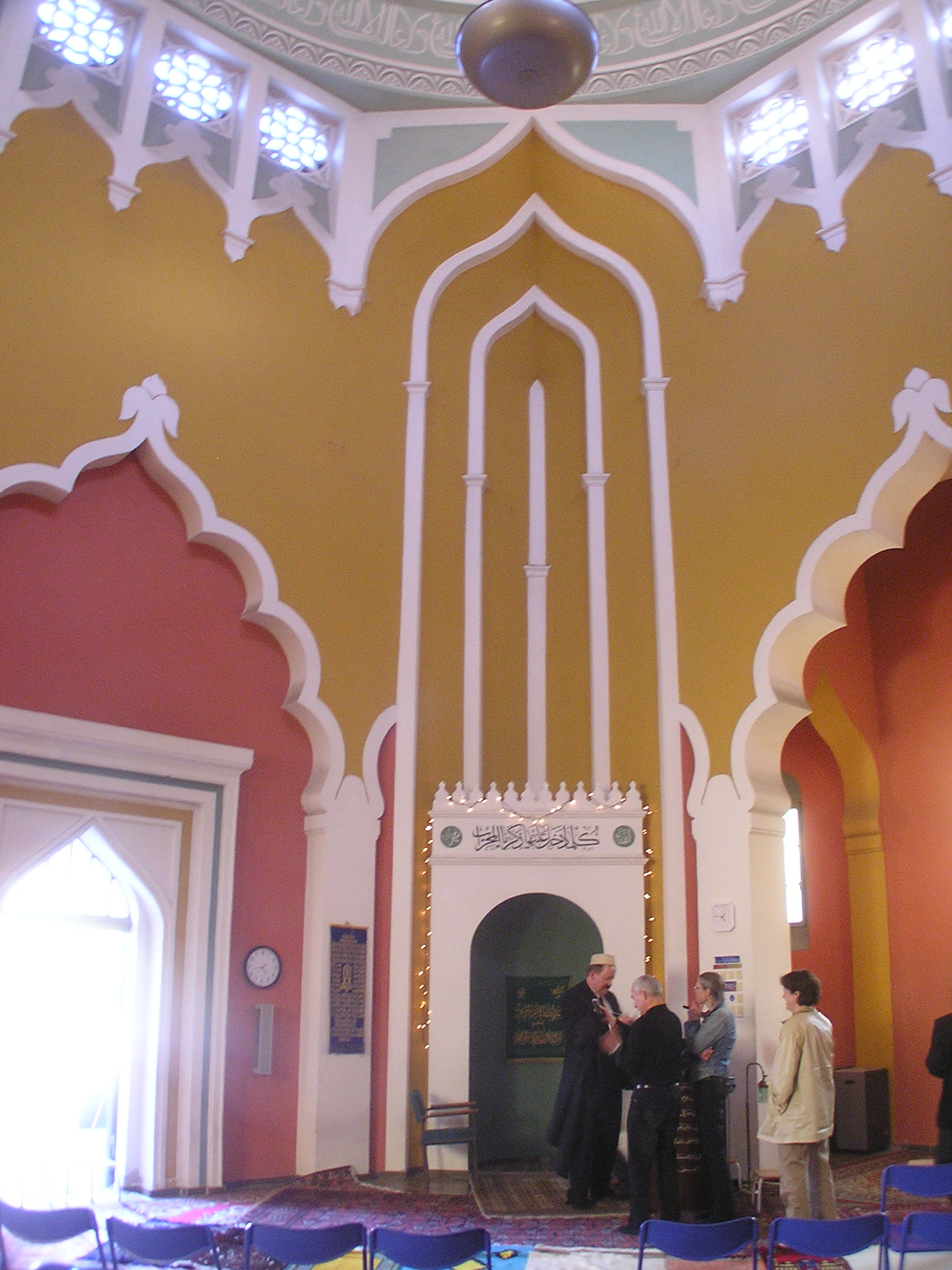
Versammlungsraum in der Moschee

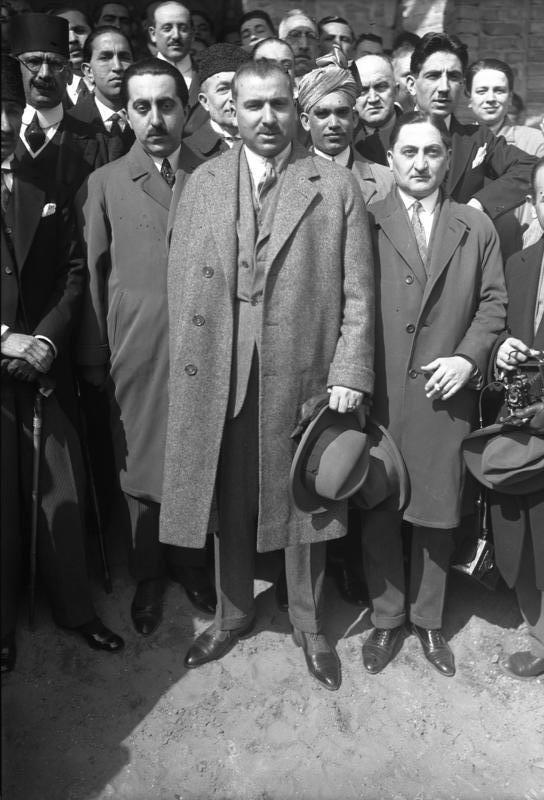
Der türkische Botschafter Kemaleddin Sami Pascha vor der noch unfertigen Moschee, Bayram, April 1926

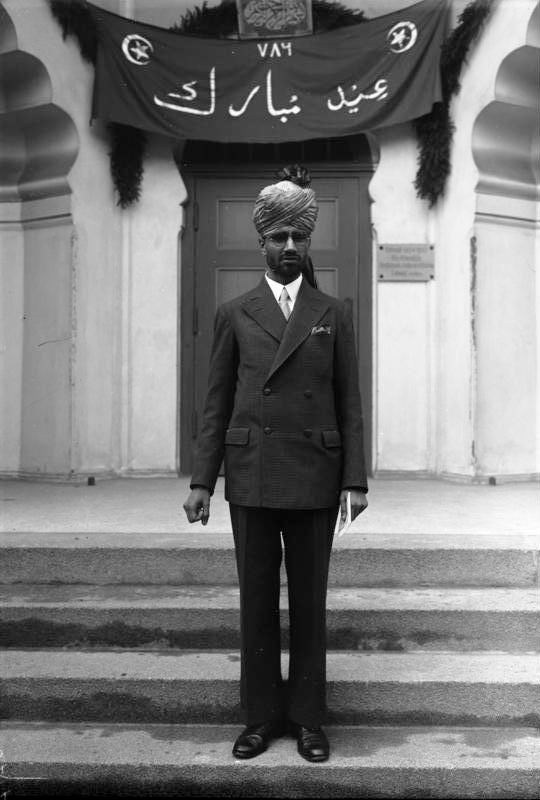
Imam Muhammad Abdullah, 1930

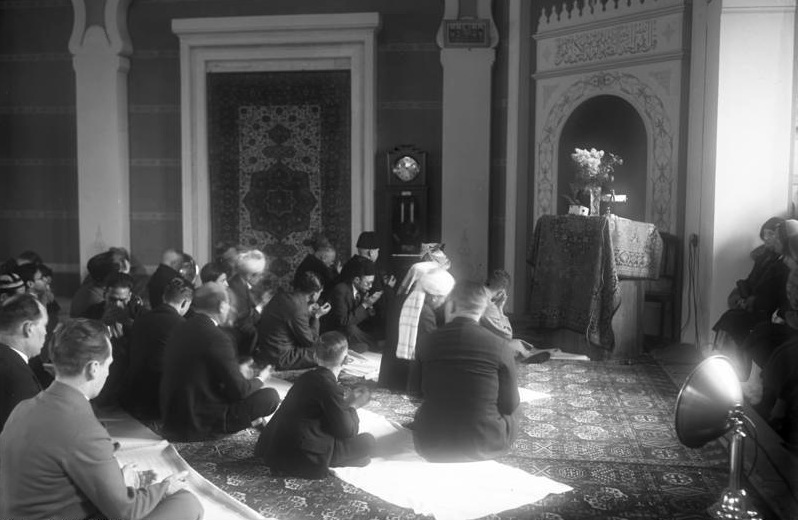
Gottesdienst in der Moschee, 1931

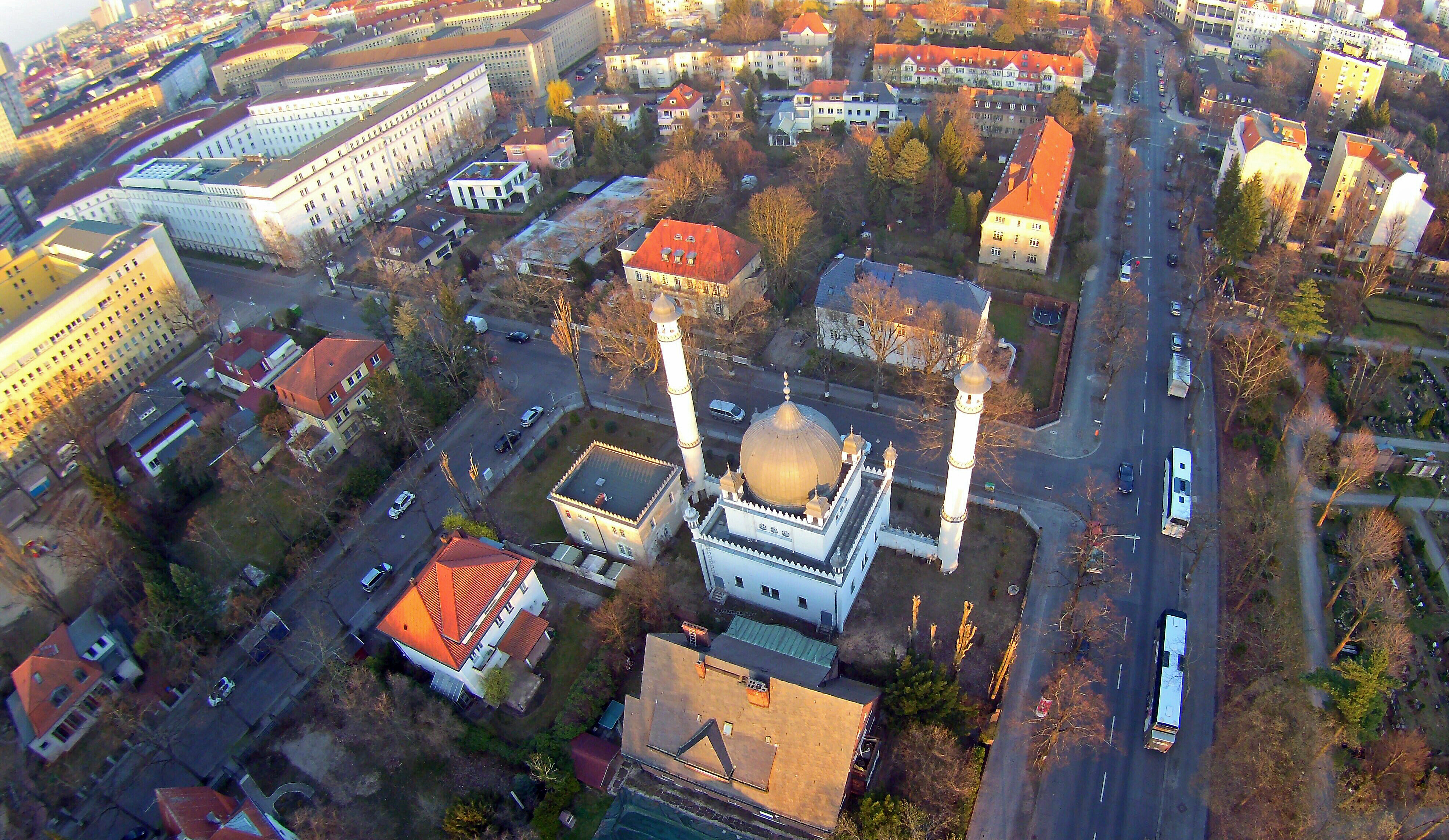
Luftaufnahme der Moschee

Die Moschee wurde der Mogul-Architektur des Mausoleums Taj Mahal nachempfunden und entstand nach Plänen des Berliner Architekten K. A. Hermann. Älter als sie war nur die 1915 in Holzbauweise errichtete Moschee Wünsdorf, die auf Kosten des Deutschen Reichs für muslimische Kriegsgefangene im sogenannten „Halbmondlager“ bei Wünsdorf entstand und in den 1920er Jahren wegen Baufälligkeit abgerissen wurde.
Bauherr und auch heutiger Eigentümer der Wilmersdorfer Moschee ist die AAIIL, die den Bau ausschließlich durch Spenden finanzierte. Die Moschee wurde von 1924 bis 1927 erbaut; feierlich eröffnet wurde sie am 23. März 1928.
Die Gemeindegründung fand 1922 im Haus Giesebrechtstraße 5 in Charlottenburg statt. Unter den muslimischen Vereinen und islamischen Studentengruppen im Berlin der Weimarer Republik gab es Rivalitäten und Auseinandersetzungen, und von den verschiedenen Moscheeplänen wurde einzig die Wilmersdorfer Moschee realisiert. Die Moschee stand „den Muslimen aller mohammedanischen Nationen und aller religiösen Richtungen gleicherweise zum Gottesdienst offen“.
Geschäftsführer seit 1925 war der Schriftsteller Hugo Marcus, der vom Judentum zum Islam konvertiert war, aber trotzdem auch Mitglied der jüdischen Gemeinde blieb.
Im Januar 1934 wurde in der Moschee das erste deutsche Ehepaar (Abdullah Dayer und Fatima Adaresh), das den Islam angenommen hatte, vom Imam getraut. Insgesamt zog die Gemeinde sehr viele Konvertiten an, unter diesen waren auch Juden wie Leopold Weiß und Elsa Schiemann-Specht, die sich fortan Muhammad Asad und Aziza Asad nannten.

### Zeit des Nationalsozialismus und des Zweiten Weltkriegs
Nach ihrem Machtantritt gelang es den Nationalsozialisten, die Islamische Gemeinde zu instrumentalisieren. Die Moschee öffnete sich mehrfach für Hassreden des antisemitischen islamisch-arabischen Nationalisten Mohammed Amin al-Husseini, der in Hitler-Deutschland Ende 1941 als Verbündeter bei der Vernichtung der Juden Aufnahme und Unterstützung gefunden hatte. Gleichzeitig spielte die Gemeinde aber ein doppeltes Spiel und half insgeheim ihrem langjährigen Geschäftsführer Hugo Marcus, ins Exil in die Schweiz zu entkommen. Der in Berlin lebende ägyptische Arzt Mohamed Helmy rettete heimlich eine jüdische Familie, und der Vorsitzende des Islamischen Zentral-Instituts, Kamal el-Din Galal, half ihm dabei, wobei sie heimlich entwendete Papiere des Großmuftis Mohammed Amin al-Husseini benutzten.
Von 1936 bis 1938 wurde rund 200 Meter entfernt an der Konstanzer Straße die russisch-orthodoxe Christi-Auferstehungs-Kathedrale erbaut.
Am Ende des Zweiten Weltkriegs wurde die Moschee stark beschädigt, nachdem deutsche MG-Schützen auf den Minaretten Stellung bezogen hatten und die Moschee deshalb unter das Feuer der Roten Armee geriet. Die Minarette stürzten bis auf einen Stumpf ein und die Kuppel erhielt einen Artillerietreffer.

### Nachkriegszeit
Nach dem Krieg wurde die Moschee mit Hilfe der Alliierten notdürftig wieder hergerichtet. Weitere Spenden kamen von Mitgliedern der AAIIL aus aller Welt, hauptsächlich aus den USA. Im August 1945 fanden sich ca. 200 Muslime ein, die in den erhalten gebliebenen Räumen des Gemeindehauses ihren ersten Gottesdienst abhielten. Am 24. Juni 1952 wurde sie mit einer Festpredigt des Berliner Imams, Mohammed Aman Hobohm, wieder ihrer Bestimmung übergeben.
Als Förderverein für die Wilmersdorfer Moschee (AAIIL) entstand am 17. November 1990 die Gesellschaft zur Erhaltung der Moschee e. V. Seit 1993 steht die Moschee unter Denkmalschutz. 1996 wurde das Haupthaus wiederhergerichtet. 1999 wurde das nördliche und 2001 das südliche Minarett wiederaufgebaut. Die Kosten von über 800.000 DM wurden von der Gemeinde, vom Landesdenkmalamt Berlin, der Deutschen Stiftung Denkmalschutz und von einer Repräsentantin der Gemeinde aus den USA aufgebracht.
Vom 25. bis 27. Mai 2007 wurde eine Konferenz der deutschen und niederländischen Sektion der AAIIL in der Moschee abgehalten, an der auch der Präsident und Emir der weltweiten Gemeinschaft Abdul Karim Saeed Pasha und seine Frau Sahiba Saeed teilnahmen.

### Öffnungszeiten
In der Berliner Moschee wird seit 2010 wieder regelmäßig das Freitagsgebet mit der Chutba abgehalten; der Beginn ist in der Winterzeit um 13 Uhr und zur Sommerzeit um 13:30 Uhr. Das Büro der Moschee ist zu Geschäftszeiten immer besetzt. Auch bei besonderen Ereignissen wird die Moschee geöffnet, so beispielsweise jährlich am Tag des offenen Denkmals sowie am Tag der offenen Moschee am 3. Oktober.

## Trägerschaft und Lehre
Maulana Muhammad Ali, das damalige Oberhaupt der AAIIL, rief auf der „Jährlichen Konferenz in Lahore“ im Dezember 1921 zu Spendensammlungen auf, um sowohl in Amerika wie in Deutschland Missionshäuser zu errichten. Im darauffolgenden Jahr wurde die Berlin Muslim Mission von Maulvi Abdul Majid und Maulana Sadr ud-Din, dem späteren Oberhaupt der AAIIL, gegründet. Die AAIIL ist Teil der Ahmadiyya-Gemeinschaft und unterliegt der Ahmadiyya-Lehre, indem Mirza Ghulam Ahmad als Reformer des Islams gesehen wird.
Die Berlin Muslim Mission gab von 1924 bis 1940 die Zeitschrift Moslemische Revue heraus und ihr Herausgeber Sadr ud-Din legte 1939 die erste deutsche Koranübersetzung aus muslimischer Feder vor.
Im November 1959 übernahm Maulana Muhammad Yahya Butt die Leitung der Berliner Mission. Yahya Butt arbeitete 27 Jahre als Imam in der Berliner Moschee und es traten – nach Eigenangaben der AAIIL Berlin – unter seiner Leitung 157 Menschen dem Islam bei. 1962 belebte Yahya Butt die Deutsch-Muslimische-Gesellschaft wieder.
Die Islamische Gemeinde Berlin ist die deutsche Zentrale der Ahmadiyya Andschuman Isha’at-i-Islam Lahore und hat etwa 60 Mitglieder. Nach anderen Quellen soll von 50 Gottesdienstbesuchern (1996) nur der Imam Saeed Ahmed Chaudhry Mitglied der Lahori-Gemeinschaft sein.
Nach Manfred Backhausen gab es in „ganz Deutschland 2006 nur eine Handvoll Lahore-Ahmadis“. Zwar konnte das Ziel, „Menschen des Westens den Islam näher zu bringen“, bedingt erreicht werden, doch zu keiner Zeit gab es eine kontinuierliche deutsche Gemeinde in der Berliner Moschee. Dazu war die Zahl der gewonnenen Konvertiten zu gering und die Moschee blieb fast ausschließlich Gebetsstätte für ausländische Muslime in Berlin. Durch die Einwanderung von mehrheitlich türkischen Muslimen in Deutschland hat die eher dem indischen Subkontinent verbundene Berliner Moschee ihre zentrale Rolle verloren. So wird die Moschee in der deutschen Hauptstadt hauptsächlich als „ein exotisches oder indisches Zeugnis“ mit wenig Bezug zum praktizierten Islam in Deutschland wahrgenommen.
Die Berliner Mission war nach der Woking Muslim Mission die zweite Missionsstelle der AAIIL in Europa.

## Brandanschlag
In der Nacht zum 8. Januar 2011 wurde in der Moschee ein Brandanschlag verübt. Im Eingangsbereich wurden mehrere selbstgebaute Sprengsätze gezündet, wobei es allerdings nur zu Sachschäden kam.
Noch im Januar 2011 wurde ein Tatverdächtiger festgenommen und zunächst in einem psychiatrischen Krankenhaus des Maßregelvollzugs untergebracht. Im Juli 2011 wurde der Täter zu einer Haftstrafe von zwei Jahren und neun Monaten verurteilt; wenn nach Ende der Gesamtstrafe weiterhin eine psychische Störung festgestellt wird, wird er laut Gericht in einer entsprechenden psychiatrischen Einrichtung bleiben.